# 谷田武彦
谷田 武彦（たにだ たけひこ、1943年12月16日 - ）は、日本の政治家。衆議院議員（1期）、名古屋市議会議員（6期）を務めた。自由民主党所属。

## 来歴
愛知県名古屋市出身。1970年、早稲田大学大学院政治学研究科修士課程修了。江﨑真澄の秘書を務める。1975年、名古屋市議に当選。6期務めた。
2000年の第42回衆議院議員総選挙に自由民主党公認として愛知1区からの出馬を予定していたが、公明党現職平田米男との選挙区調整のため比例東海ブロック候補（名簿登載順位第5位）となり初当選。なお、谷田の比例転出に反発した自民党名古屋市議の宮田正之が離党し無所属で出馬した。（結果は落選）
2003年の第43回衆議院議員総選挙では、愛知1区から立候補したが、民主党の河村たかし（現名古屋市長）に敗れ落選。